# Vlag van Ouddorp

Vlag van Ouddorp

De vlag van Ouddorp is op 20 mei 2019 vastgesteld door het Streekmuseum Goeree-Overflakkee als de dorpsvlag van de Zuid-Hollandse dorp Ouddorp. De vlag kan als volgt worden beschreven:
Gevierendeeld; het eerste van wit, beladen met een poort van rood, waaruit is rijdende een ruiter van blauw, gezeten op een paard van zwart; het tweede van blauw, beladen met 2 voetboogen door een lint en sautoir zamengebonden, alles van geel; het derde van geel, beladen met een papegaai van groen, zittende op een tak geplaatst op een terras, alles van zwart; het vierde van wit, beladen met eene burgt van rood, staande op een terras van groen.
Het vlaggenbeeld is gelijk aan het gemeentewapen.

## Symboliek
De vier kwartieren van de vlag zijn de wapens van de vier heerlijkheden of polders waaruit de gemeente is ontstaan: in het eerste het wapen van Oudeland (het eigenlijke wapen van Ouddorp) met de burcht, in het tweede dat van Oude Nieuwland met de kruisbogen, in het derde het wapen van West Nieuwland met de papegaai, en in het vierde dat van Ouden Oostdijk met het kasteel. Deze vier wapens worden reeds in 1716 op een bodebus in deze combinatie afgebeeld, maar de afzonderlijke wapens voor de verschillende heerlijkheden worden nog als zodanig vermeld in 1799.

## Verwante afbeeldingen

Het wapen van Ouddorp

Achthuizen
· Den Bommel
· Dirksland
· Dubbeldam
· Goedereede
· Gouderak
· Heerjansdam
· Herkingen
· Hoek van Holland
· Kaag
· Katwijk
· Kijkduin
· Klaaswaal
· Lekkerkerk
· Lisse
· Maasdam
· Maasland
· Melissant
· Middelharnis
· Nieuwe-Tonge
· Noordeloos
· Ooltgensplaat
· Ouddorp
· Oude-Tonge
· Rijnsburg
· Rockanje
· Scheveningen
· Sommelsdijk
· Stad aan 't Haringvliet
· Stellendam
· Tiengemeten
· Valkenburg
· Wieldrecht